# سمر مرسي
سمر مرسي (مواليد 16 ديسمبر 1982) هي ممثلة مصرية ولدت في مدينة الإسكندرية، وتلقت تعليمها في الأكاديمية البحرية للعلوم والتكنولوجيا. أحبت التمثيل وقررت دراسته في الولايات المتحدة الأمريكية في معهد Lee Strasberg للتمثيل المنهجي . جدتها لوالدتها من أصول إيطالية.

## أعمال
شاركت في العديد من المسلسلات المصرية
- على كف عفريت 2012 [4]
- سرايا عابدين ج1 2014 [5]
- سجن النسا 2014
- مولانا العاشق 2015
- تحت السيطرة 2016
- سبع أرواح 2016
- هذا المساء 2017 [6]
- بالحجم العائلي 2018 [7]
- لمس أكتاف 2019
- ونحب تاني ليه 2020 [8]
- اميرة ظل حيطة 2025